# Região Geográfica Imediata de Icó
A Região Geográfica Imediata de Icó é uma das dezoito regiões imediatas do estado brasileiro do Ceará, e uma das duas regiões imediatas que compõem a Região Geográfica Intermediária de Iguatu e uma das 509 regiões imediatas no Brasil, criadas pelo IBGE em 2017.
É composta por cinco municípios, sendo que o mais populoso é Icó.

## Municípios
- Baixio
- Icó
- Ipaumirim
- Orós
- Umari